# Lok
Lok (ćir.: Лок , mađ, Sajkáslak) je naselje u općini Titel u Južnoobačkom okrugu u Vojvodini.

## Stanovništvo
U naselju živi 1.255 stanovnika, od toga 1.024 punoljetnih stanovnika, a prosječna starost stanovništva iznosi 42,4 godina (40,5 kod muškaraca i 44,3 kod žena). U naselju ima 459 domaćinstava, a prosječan broj članova po domaćinstvu je 2,73.
Prema popisu stanovništva iz 1991. godine u naselju je živjelo 3.663 stanovnika.
| Etnički sastav 2002. |            |        |
| Narod                | Stanovnika | %      |
| Srbi                 | 864        | 68,84% |
| Mađari               | 240        | 19,12% |
| Jugoslaveni          | 27         | 2,15%  |
| Romi                 | 18         | 1,43%  |
| Hrvati               | 12         | 0,95%  |
| ostali               | 12         | 0,95%  |
| nepoznato            | 12         | 0,95%  |

| broj stanovnika | 1786  | 1817  | 1789  | 1688  | 1509  | 1302  | 1255  |
|                 | 1948. | 1953. | 1961. | 1971. | 1981. | 1991. | 2001. |

## Vanjske poveznice
- Karte, udaljenonosti, vremenska prognoza  Arhivirana inačica izvorne stranice od 21. prosinca 2009. (Wayback Machine)
- [neaktivna poveznica]